# Marcel Moyse
Marcel Joseph Moyse (17. maj 1889 i St. Amour, Frankrig – 1. november 1984 i Brattleboro, Vermont, USA) var en kendt fransk fløjtenist til hvem mange værker er komponeret (fx Jacques Iberts koncert fra 1934). Han var også en begavet underviser og skrev mange etuder og andre øvelser for fløjte.
Marcel Moyse blev uddannet på Conservatoire de Paris, hvor han studerede hos Philippe Gaubert, Adolphe Hennebains og Paul Taffanel, der alle var fremtrædende virtuoser i deres tid. Han var medstifter af Marlboro School of Music og festivalerne af samme navn. Blandt hans studerende er Trevor Wye, William Bennett, Aurèle Nicolet, James Galway, Jean-Claude Gérard og Peter-Lukas Graf.
Han optrådte ofte sammen med sin søn Louis.